# Konzulat Republike Slovenije v Sao Paulu
Konzulat Republike Slovenije v Sao Paulu je diplomatsko-konzularno predstavništvo (konzulat) Republike Slovenije s sedežem v Sao Paulu (Brazilija); spada pod okrilje Veleposlaništvu Republike Slovenije v Argentini.